# Berlou (rivière)
Le Berlou ou le Bertou est une rivière du sud de la France dans le département du Tarn et un sous-affluent de la Garonne par le Gijou, l'Agout et le Tarn.

## Géographie
De 20,8 km de longueur, il prend sa source dans les monts de Lacaune sur la commune de Castelnau-de-Brassac près des hameaux de Teil et Cambous dans le département du Tarn et se jette dans le Gijou à Vabre.

### Communes et cantons traversés
- Tarn : Castelnau-de-Brassac, Lacaze, Berlats, Espérausses, Gijounet, Vabre.

## Principaux affluents
- Le rec des canals 2,9 km
- Le ruisseau de réveillargues 1,2 km
- Le Ruisseau du Vialou 3,4 km
- Le Ruisseau de Vialou 1,8 km
- Le Ruisseau de Faydel 1,2 km